# Roy Ward Baker
Pour les articles homonymes, voir Baker.
Roy Ward Baker, né le 19 décembre 1916 à Londres (Royaume-Uni), où il est mort le 5 octobre 2010, est un réalisateur, producteur et scénariste britannique.
Son film le plus connu est Atlantique, latitude 41° (A Night to Remember) qui lui permit de remporter le Golden Globe du meilleur film étranger de langue anglaise en 1959. Par la suite, sa carrière fut mouvante, avec la réalisation de nombreux films d'horreur, de téléfilms et de séries (Le Saint, Chapeau melon et bottes de cuir, Les Champions, Amicalement vôtre, etc.).

## Carrière
Ses premiers pas au cinéma, Baker les passe, de 1934 à 1939, à travailler pour la Gainsborough Pictures, une société de production britannique basée à Islington, dans le nord de Londres, et qui était réputée pour ses productions de prestige. Là, il commence par des petits boulots — il préparait du thé pour les membres de l'équipe, par exemple — mais, en 1938, il parvient à se hisser au rang d'assistant-réalisateur d'Alfred Hitchcock sur le film Une femme disparaît (The Lady Vanishes).
Durant la Seconde Guerre mondiale, d'abord soldat, il est ensuite, en 1943, transféré dans l'Unité cinématographique de l'armée (Army Kinematograph Unit) et les talents qu'il avait commencé à développer pendant sa carrière d'avant-guerre sont employés à la réalisation de documentaires et de films destinés à la formation des troupes. Il compte parmi ses supérieurs de l'époque le romancier Eric Ambler. C'est ce dernier qui, une fois le conflit terminé, en 1947, donne à Baker sa première grande chance en lui confiant la direction de L'Homme d'octobre (The October Man). C'est également Ambler qui signe l'adaptation du livre de Walter Lord, A Night to Remember, pour la version cinématographique de Baker, sortie en 1958, connue dans les pays francophones sous le titre Atlantique, latitude 41°.
Mais auparavant, au début des années 1950, il obtient son premier grand succès avec La nuit commence à l'aube (Morning Departure), ce qui attire l'attention de producteurs américains et, pendant trois ans, Baker travaille à Hollywood où il dirige Marilyn Monroe dans Troublez-moi ce soir (Don't Bother to Knock, 1952) et Robert Ryan dans le film réalisé en 3D La Piste fatale (Inferno, 1953). Il retourne en Grande-Bretagne à la fin de cette décennie et réalise en 1957 un de ses meilleurs films, L'Évadé du camp 1 (The One That Got Away), puis Atlantique, latitude 41°, avant de rediriger sa carrière vers la télévision.
Dans les années 1960, il réalise notamment dix-huit épisodes de la série télévisée Le Saint (The Saint), huit de Chapeau melon et bottes de cuir (The Avengers), deux de Les Champions (The Champions) et, au début des années 1970, quatre d'Amicalement vôtre (The Persuaders!) — des séries d'aventures créées en lorgnant en direction du marché américain. 
L'expérience d'une production télévisuelle limitée dans ses budgets lui permet d'embrayer sans problèmes vers une nouvelle carrière dans le cinéma d'horreur à l'anglaise, sans grands moyens, mais bourré d'imagination. Il signe alors, entre autres réalisations cinématographiques, Les Monstres de l'espace (Quatermass and the Pit, 1967), Les Passions des vampires (The Vampire Lovers, 1970), Les Cicatrices de Dracula (Scars of Dracula, 1970) pour la Hammer et Asylum (1972) pour Amicus. Il dirige également Bette Davis dans la comédie noire The Anniversary (1968).
À la fin des années 1970, il revient à la télévision et, tout au long des années 1980, il continue à travailler sur des séries telles que Minder, Sherlock Holmes et le Docteur Watson (Sherlock Holmes and Doctor Watson) et CQFD, Alambic et Torpédo (Q.E.D.). Il prend sa retraite en 1992.
Avant sa mort, il a participé à des interviews pour des bonus dvd (entre autres pour la réédition sur ce support de la série télévisée Le Saint) et, en 2007, à une série documentaire de la BBC 2 (télévision britannique) consacrée au cinéma britannique.

## Filmographie

### Comme réalisateur
- 1947 : L'Homme d'octobre (The October Man)
- 1948 : Faibles Femmes (en) (The Weaker Sex)
- 1949 : Paper Orchid (en)
- 1950 : La nuit commence à l'aube (Morning Departure)
- 1950 : Mission dangereuse (Highly Dangerous)
- 1951 : Le Grand Choc (The House in the Square)
- 1952 : Troublez-moi ce soir (Don't Bother to Knock)
- 1952 : Morton a-t-il tué ? (Night Without Sleep)
- 1953 : La Piste fatale (Inferno)
- 1955 : Passage Home
- 1956 : Jacqueline
- 1956 : Tiger in the Smoke
- 1957 : L'Évadé du camp 1 (The One That Got Away)
- 1958 : Atlantique, latitude 41° (A Night to Remember)
- 1961 : Flammes dans la rue (Flame in the Streets)
- 1961 : Le Cavalier noir (The Singer Not the Song)
- 1962 : Alerte sur le Vaillant (The Valiant)
- 1962-1963 : Zero One (2 épisodes de la série TV)
- 1963-1968 : Le Saint (The Saint) (18 épisodes de la série TV)
- 1964 : The Human Jungle (en) (8 épisodes de la série TV)
- 1964-1965 : Gideon's Way (3 épisodes de la série TV)
- 1965 : Two Left Feet
- 1965-1968 : Chapeau melon et bottes de cuir (The Avengers) (8 épisodes de la série TV)
- 1966-1967 : Alias le Baron (The Baron) (4 épisodes de la série TV)
- 1967 : Les Monstres de l'espace (Quatermass and the Pit)
- 1968 : Journey to Midnight (en)
- 1968 : The Anniversary
- 1968 : Journey to the Unknown (en) (série TV)
- 1968 : Double Méprise (The Fiction Makers) (téléfilm de la série Le Saint)
- 1969 : Les Champions (The Champions) (2 épisodes de la série TV)
- 1969 : Département S (Department S) (1 épisode de la série TV)
- 1969 : Mon ami le fantôme (Randall and Hopkirk (Deceased)) (série TV)
- 1969 : Alerte Satellite 02 (Moon Zero Two)
- 1969 : The Spy Killer (TV)
- 1970 : The Foreign Exchange (TV)
- 1970 : Les Passions des vampires (The Vampire Lovers)
- 1970 : Les Cicatrices de Dracula (Scars of Dracula)
- 1971 : Jason King (série TV)
- 1971 : Dr Jekyll et Sister Hyde (Dr. Jekyll and Sister Hyde)
- 1971-1972 : Amicalement vôtre (The Persuaders!) (4 épisodes de la série TV)
- 1971-1972 : Jason King (4 épisodes de la série TV)
- 1972 : Spyder's Web (en) (série TV)
- 1972 : Asylum sur un scénario de Robert Bloch
- 1972 : Poigne de fer et séduction (The Protectors) (1 épisode de la série TV)
- 1973 : Le Caveau de la terreur (The Vault of Horror)
- 1973 : And Now the Screaming Starts!
- 1974 : Mission: Monte Carlo (téléfilm de la série Amicalement vôtre)
- 1974 : Les 7 Vampires d'or (The Legend of the 7 Golden Vampires)
- 1979-1989 : Minder (en) (13 épisodes de la série TV)
- 1980 : Le Club des monstres (The Monster Club)
- 1980 : Sherlock Holmes et le Docteur Watson (Sherlock Holmes and Doctor Watson) (5 épisodes de la série TV)
- 1981 : The Flame Trees of Thika (en) (feuilleton TV)
- 1982 : CQFD, Alambic et Torpédo (Q.E.D.) (1 épisode de la série TV)
- 1983 : The Irish R.M. (en) (9 épisodes de la série TV)
- 1984 : Les Masques de la mort (Sherlock Holmes and the Masks of Death) (TV)
- 1984 : Fairly Secret Army (en) (7 épisodes de la série TV)
- 1988 : Minder: An Officer and a Car Salesman (en) (TV)
- 1989 : Saracen (1 épisode de la série TV)
- 1992 : The Good Guys (en) (3 épisodes de la série TV)

### comme producteur
- 1961 : Flame in the Streets
- 1961 : Le Cavalier noir (The Singer Not the Song)
- 1963 : Two Left Feet

### comme scénariste
- 1963 : Two Left Feet

## Publication
- Director's Cut: A Memoir of 60 Years in Film and Television, Reynolds and Hearn, 2000